# Pierre Beaublé
Pour les articles homonymes, voir Pierre III.
Pierre Beaublé ou Belbladi, mort en mai 1408, est le 41e évêque d'Uzès, puis évêque de Séez.

## Biographie
Pierre de Beaublé a été professeur de droit civil et canonique, et conseiller du roi. Il est archidiacre d'Ouche et est envoyé en 1395 par Charles VI, avec quelques autres délégués, pour prendre possession de la ville de Gênes. Élu évêque d'Uzès, en 1400, son élection n'ayant pas été confirmée par Benoît XIII, il se voit attribuer le siège de Séez en 1404. En 1403, Il fut l'un des exécuteurs testamentaires de Louis d'Orléans.